# Proceratophrys bigibbosa
Proceratophrys bigibbosa es una especie de ránidos que vive en Argentina y Brasil. 
Está amenazada de extinción por la pérdida de su hábitat natural.